# Giovanni Battista Morgagni
Giovanni Battista Morgagni, o Giovan Battista Morgagni, o anche Giambattista Morgagni (Forlì, 25 febbraio 1682 – Padova, 5 dicembre 1771), è stato un medico, anatomista e patologo italiano.
Considerato il fondatore dell'anatomia patologica nella sua forma contemporanea, fu definito da Rudolf Virchow come "il padre della patologia moderna". La sua celebrità fu tale che il medico napoletano Giuseppe Mosca ne scrisse una biografia mentre egli era ancora in vita. La sua monumentale opera De sedibus et causis morborum per anatomen indagatis stabilì per la prima volta il principio medico fondamentale che la maggior parte delle malattie è localizzabile in specifiche aree e tessuti e non coinvolge indifferentemente tutto il corpo.

## Biografia

### Infanzia e periodo degli studi
"Sua Maestà anatomica", così come era chiamato Morgagni in Europa, nacque a Forlì il 25 febbraio 1682 da Fabrizio Morgagni, illustre per cariche cittadine e da Maria Tornielli. Rimasto orfano del padre a soli 7 anni, venne cresciuto ed istruito dalla madre, che gli insegnò a parlare usualmente e correttamente il latino e che lo fece appassionare alle belle lettere. All'età di 14 anni, Morgagni venne iscritto alla prestigiosa Accademia dei Filergiti di Forlì, in cui studiò non solo latino, ma anche matematica, archeologia e astronomia, dando grande dimostrazione della sua precocità d'apprendimento.
Il 18 novembre 1698, all'età di sedici anni, si iscrisse all'Università di Bologna per studiarvi medicina, specie anatomia, considerata da Morgagni "pietra angolare di tutto l'edificio medico". Ebbe come maestro di anatomia Ippolito Albertini, ma soprattutto ebbe la possibilità di seguire le lezioni di Antonio Maria Valsalva, eminente sperimentalista di fisiologia, nonché figlio scientifico di Marcello Malpighi, tra i primi ad opporsi al fenomeno seicentesco della separazione tra speculazione scientifica e pratica. In effetti Morgagni non è da considerarsi lo scopritore unico del metodo -detto poi morgagnano-, bensì l'esponente principale, che raccolse e sviluppò le fatiche dei suoi maestri diretti e indiretti, Valsalva e Malpighi, per creare quell'edificio monumentale anatomo-patologico che sta alla base della medicina moderna.
Fin dalla prima anatomia pubblica a cui assistette, Morgagni incominciò a registrare in un apposito diario medico-scientifico: "...  quanto di interessante gli veniva di leggere, di udire o di osservare di persona ...". A questo metodo di studio e di lavoro Morgagni si mantenne fedele per tutta la vita e ciò gli consentì di raccogliere e classificare nel suo diario dal 1699 fino al 1767 osservazioni cliniche e anatomiche, riscontri autoptici, relazioni di colloqui e di discussioni, riassunti critici di letture con aggiornamenti, confronti e integrazioni anche a distanza di anni (G. Ongaro).
Nonostante fosse stato colpito pochi mesi prima da oftalmia, il 16 luglio 1701 Morgagni si laureò a pieni voti in filosofia e medicina, dopo essersi guadagnato l'attenzione dei suoi insegnanti per la sua memoria eccezionale e il giudizio acuto.

### Praticantato e periodo bolognese
Dopo la laurea divenne allievo e assistente di Valsalva, all'ospedale di S. Maria della Morte, coadiuvandolo non solo nell'attività settoria e didattica ma anche nella compilazione di una delle più importanti opere del Valsalva, il De aure humano tractatus; esperienza che accrebbe notevolmente la sua conoscenza anatomica e patologica. Intanto iniziarono ad arrivare per Morgagni i primi riconoscimenti, come ad esempio l'incarico di Presidente che nel 1704, a soli 22 anni, ricevette dall'Accademia degli Inquieti, di cui era entrato a far parte cinque anni prima. Sul modello dell'"Accademia francese delle scienze", Morgagni plasmò l'istituzione, dove applicò i principi con cui Malpighi aveva contribuito a far sorgere l'Accademia del Cimento: si passò dalle dispute teoriche alle consultazioni e agli esercizi d'indagine. Quasi a dimostrazione dello sperimentalismo verso cui aveva indirizzato l'indagine scientifica dell'Accademia, Morgagni vi lesse nel 1705 il primo volume dei suoi saggi anatomici, Adversaria anatomica, stampati per la prima volta l'anno successivo e grazie ai quali, all'età di soli 24 anni, conseguì un'immediata fama mondiale come anatomista.
Nonostante ciò, il 1º gennaio 1707 Morgagni fu costretto a lasciare Bologna, dopo i contrasti con l'influente Giovanni Girolamo Sbaraglia; così decise di trasferirsi a Venezia, attratto non solo dalla libertà che la Repubblica di Venezia offriva ai suoi insegnanti universitari ma anche dalla disponibilità di libri rari, che si potevano trovare nella città lagunare. Qui Morgagni entrò in contatto con diversi uomini dotti, quali il chimico Giangirolamo Zanichelli, col quale lavorò nell'illustre Farmacia di Santa Fosca e l'anatomista Giandomenico Santorini, con cui coltivò gli studi di anatomia comparata. Durante il soggiorno veneziano si recò spesso a Padova, facente parte a quel tempo della Signoria veneziana, per seguire lezioni, avviare contatti e farsi conoscere dall'ambiente accademico.
Nel maggio 1709 tornò a Forlì, dove esercitò come medico pratico, ottenendo subito consenso; nonostante ciò la sua vocazione rimaneva l'anatomia e la sua speranza quella di ottenere la cattedra all'Accademia dei Ricovrati di Padova, ammirata da Morgagni per il suo passato prestigioso.

### Cattedra di Padova e matrimonio
Nel 1711 il desiderio di Morgagni venne esaudito: venne chiamato alla seconda Cattedra di medicina teorica dell'Università degli Studi di Padova lasciata libera da Antonio Vallisneri, dopo che quest'ultimo ebbe ottenuto la prima Cattedra dopo la morte di Domenico Guglielmini. Numerose sono le testimonianze epistolari dell'impegno profuso da Giovanni Maria Lancisi, archiatra del Papa, per far ottenere la Cattedra al suo amico; ma le informazioni decisive che spinsero i Riformatori a concedere la Cattedra al Morgagni vennero da Lorenzo Tiepolo: nella presentazione di Morgagni da parte del Tiepolo, che espone in brevi ma chiare linee la formazione morgagnana, viene messa in risalto non solo l'intelligenza del forlivese, ma anche l'incontaminata morale ed onestà dei costumi.
L'8 ottobre 1711 Morgagni ottenne l'incarico, ma tenne la sua prima lezione solamente il 17 marzo 1712: durante l'orazione inaugurale riuscì subito a trasmettere, con il suo latino forbito, l'interesse per la medicina e ancor di più per la verità: nell'esposizione del programma degli studi medici, infatti, Morgagni affermò che non si potesse decidere della natura di una malattia senza la corrispondente sezione del cadavere, sottolineando così come la sua visione del medico non potesse prescindere dagli studi anatomici.

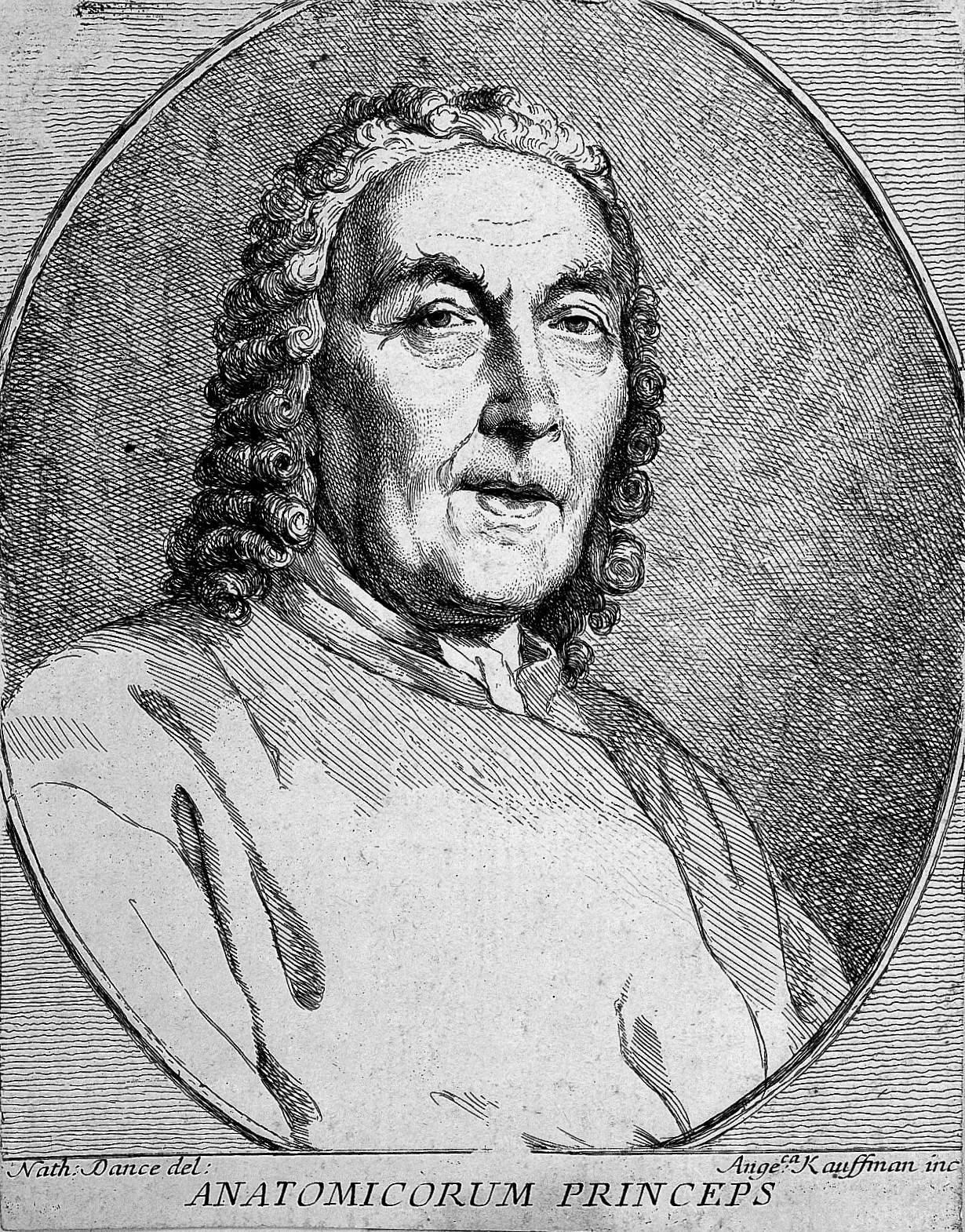
Anatomicorum Princeps

Nel frattempo Morgagni aveva deciso di sposare una sua concittadina di nobili origini, Paola Vergeri: nonostante provenisse da famiglia agiata, Morgagni non vantava alcun titolo nobiliare necessario per prenderla in sposa, così che fu costretto a rivolgersi al Lancisi. Quest'ultimo riuscì a fargli concedere da Sua Santità, il 12 giugno 1712, la cittadinanza e la nobiltà romana, che permisero a Morgagni di sposare Paola Vergeri il 22 settembre 1712. Ebbero 15 figli, tre maschi, di cui uno morto giovane, Agostino, che divenne gesuita e Fabrizio, che ebbe due figlie, e dodici femmine, di cui quattro morte in tenera età e otto monache. Vi è in realtà una seconda versione sul numero dei figli di Morgagni, presentata da Massimo Chiadini: in un carteggio morgagnano mostrato durante la terza seduta del I Congresso Nazionale della Società Italiana di Storia della Medicina si parla di tre figli e sette figlie: un maschio e cinque femmine morti in tenera età; inoltre i due maschi sopravvissuti si chiamavano Valeriano e Luigi Giovan Battista.
Intanto, in ambito professionale, Morgagni iniziò ad ottenere importanti riconoscimenti: nonostante non si fosse mai attenuto alla stretta osservanza dei programmi, ritenuti allora immutabili e perfetti, i riformatori veneti videro come l'efficace insegnamento morgagnano stesse rialzando le sorti dello studio della medicina, così che il 5 ottobre 1715 il Senato dell'Accademia padovana offrì al Morgagni la cattedra di anatomia, rimasta vacante dopo la morte del professore Michele Angelo Molinetto. Morgagni tenne la sua prima lezione di anatomia il 21 gennaio 1716: dal suo discorso si colse la grande commozione per quel posto tanto desiderato e occupato da illustrissimi predecessori, quali ad esempio Andrea Vesalio, Gabriele Falloppio, Girolamo Fabrici. Dopo aver sottolineato come bisognasse giudicare gli antichi alla misura dei loro tempi e non del presente, Morgagni pose l'accento sull'indispensabilità di ogni parte degli studi anatomici per conoscere la natura del corpo, intesa non come costituzione complessiva bensì come struttura di ogni organo: natura del corpo, che rappresenta il principio del discorso nell'arte medica.
A poco più di trent'anni era considerato il maggiore anatomista del tempo e la sua fama crebbe con gli anni: innumerevoli le proposte di lavoro che ricevette dalla città natale ed anche da parte di Herman Boerhaave per andare a insegnare a Leida. Le proposte di lavoro fioccavano come le onorificenze: nel 1718 divenne Preside dello studio di Padova; nel 1724 fu fatto socio del R. Istituto di Londra e nel 1731 dell'Accademia delle Scienze di Parigi, nel 1735 dell'Imperiale di Pietroburgo e nel 1754 dell'Accademia Reale di Berlino.

### Periodo della maturità e morte
Nel 1761 Morgagni pubblicò il suo massimo contributo alla medicina, De sedibus et causis morborum per anatomen indagatis: la grande opera del forlivese stabilì una volta per sempre la correlazione tra osservazione anatomica e pratica clinica, spostando l'accento dallo studio della natura della malattia a quello della sede della malattia.

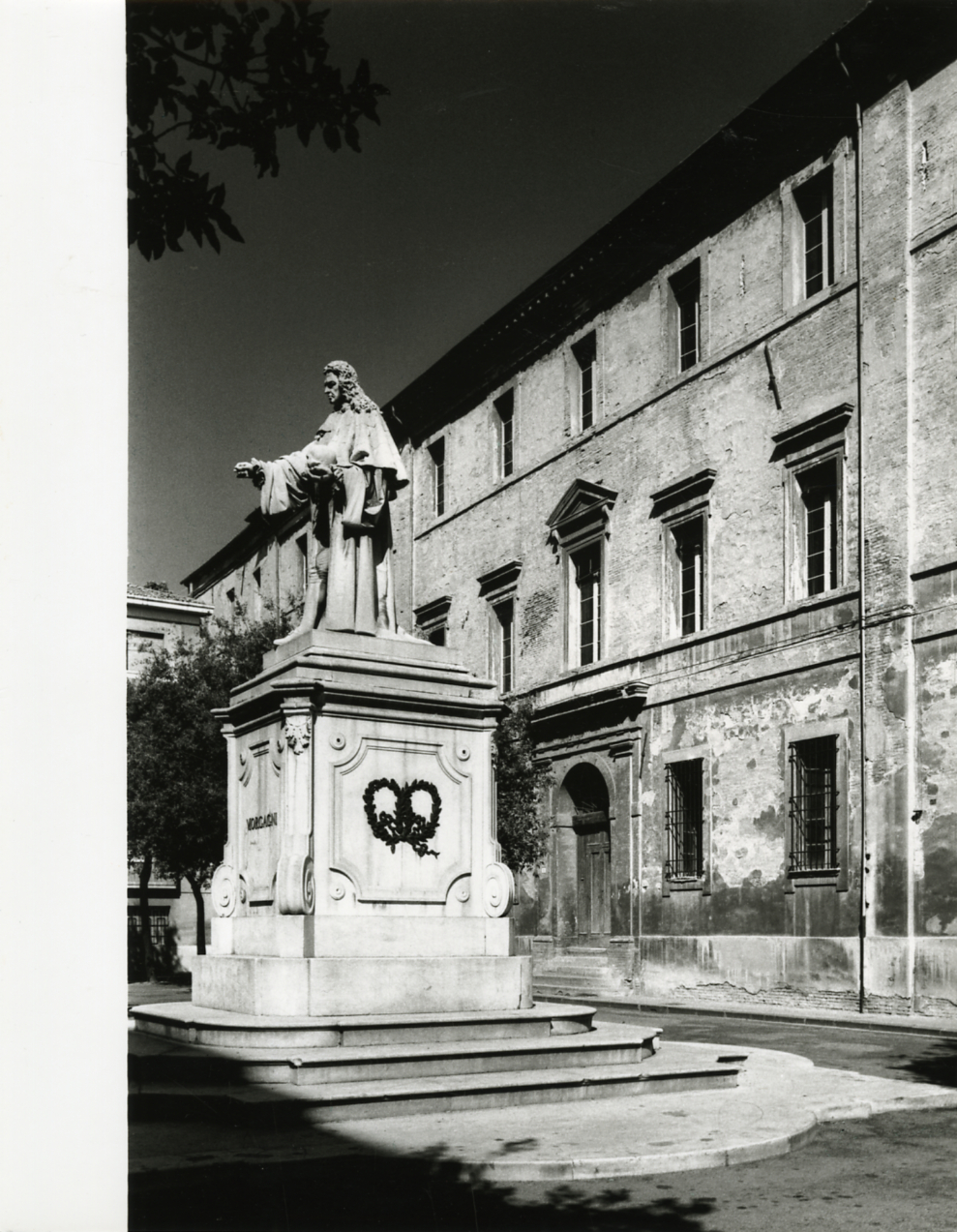
monumento a Morgagni

Il 2 settembre 1770 venne a mancare la moglie di Morgagni, mentre "Sua Maestà Anatomica" morì a causa di un colpo apoplettico la sera di giovedì 5 dicembre 1771, al numero 2 di via San Massimo, a Padova. Fu sepolto nella vicina Chiesa di San Massimo.
Nel 1773, i 5.000 volumi della sua biblioteca furono acquistati dalla Biblioteca universitaria di Padova dove si trovano tutt'oggi.
Morgagni fu uno scienziato moderno, che nella sua attività di ricerca usò sistematicamente il metodo sperimentale, utilizzato poi da alcuni suoi allievi, tra cui Andrea Pasta, e da essi diffuso in tutto il mondo scientifico. Oltre che uomo di scienza fu anche un abilissimo e ricercato clinico medico; personalità eclettica e di vasta cultura umanistica, fu anche latinista, archeologo, botanico e storico.
Fra i suoi ammiratori, si segnala il medico Camillo Versari, che ci ha lasciato Sei discorsi consacrati alla vita, alle opere, all'elogio di Giovan Battista Morgagni e che nel 1873 ha donato alla città di Forlì il monumento a Morgagni realizzato dallo scultore Salvino Salvini.

## Opera scientifica

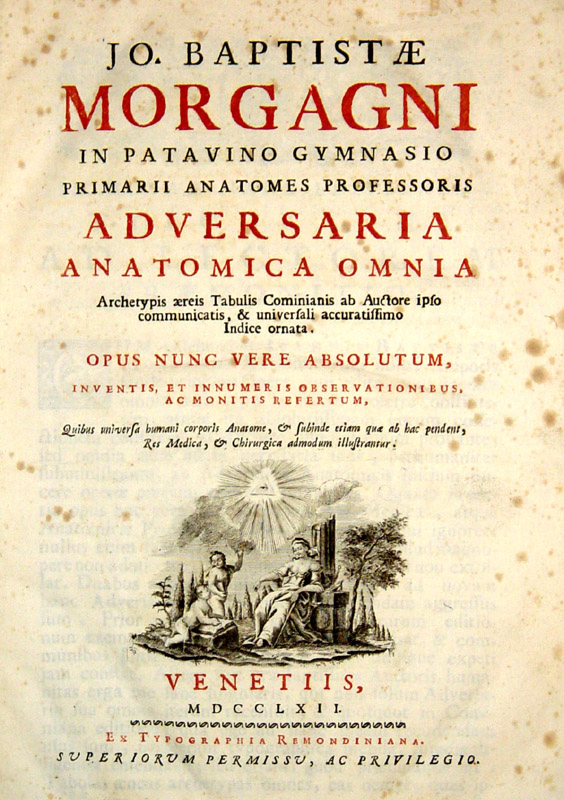
Adversaria

La sua opera scientifica può suddividersi in due parti, quella anatomica e quella anatomo-patologica. Le ricerche anatomiche sono contenute nelle “Adversaria anatomica” e nelle Epistolae anatomicae, opere in cui sono descritte innumerevoli scoperte morfologiche che gli diedero fama mondiale, tanto che nel 1769 la Natio Germanica lo proclamò Anatomicorum totius Europae Princeps.
Le ricerche anatomo-patologiche sono invece contenute nella sua opera più celebre, il De sedibus et causis morborum per anatomen indagatis (1761), uno dei libri più importanti della storia della medicina, che segna l'inizio della patologia d'organo e il tramonto dell'umoralismo, teoria che aveva dominato in patologia dai tempi di Ippocrate e Galeno. Con lui inizia la moderna patologia e, dunque, la medicina moderna, caratterizzata dal definitivo successo del metodo fondato sull'osservazione sistematica e sull'esperimento.
Nel De sedibus, mettendo in relazione le alterazioni anatomiche osservate autopticamente con le malattie che erano state rilevate clinicamente, dimostra come ad ogni alterazione anatomica corrisponda un'alterazione della funzione e quindi una malattia.
La cirrosi epatica, ad esempio, è stata descritta per la prima volta da Giovanni Battista Morgagni nel De sedibus, nel Libro III, Delle malattie del ventre, Lettera XXXVIII, Dell'Idropisia ascite, della Timpanite, dell'Idropisia del peritoneo e di altre idropisie dette saccate. Il termine cirrosi fu coniato invece da René Laennec (come descritto nella sua Segnalazione XXV, dell'auscultazione mediata pubblicata nel 1819), volgarizzando i termini greci Skirròs che significa duro, fibroso e Kirrhós', che significa giallo, dal colore che il fegato assume nella cirrosi detta oggi "di Morgagni-Laënnec".

### Adversaria anatomica
L'opera, presentata come saggio, a testimonianza della modestia di Morgagni, racchiude tutte le fatiche bolognesi e conta 6 volumi.
Gli Adversaria anatomica I vennero letti per la prima volta nel 1705 all'Accademia degli Inquieti e stampati l'anno dopo grazie al presidente dell'Accademia delle Scienze, Eustachio Manfredi, il 28 ottobre 1706: alla stampa del primo volume Morgagni inserì una lettera preliminare, che fungesse da proemio e programma dell'opera. Gli "Adversaria anatomica I", costituiti da 50 paragrafi, vennero divisi in 3 parti:
- cose fino allora non descritte
- cose anticamente descritte e poi dimenticate
- cose da altri descritte in modo diverso da quanto egli vede

Ad esempio procedette alla segnalazione e descrizione delle ghiandole aritenoidee, da altri non prima vedute; approfondì gli studi sulla ghiandola dell'epiglottide, vista sì da Berengario, ma non riconosciuta come ghiandola ed infine dimostrò come i muscoli iotiroidei e sternotiroidei non si attaccassero alla base della cartilagine scutiforme bensì si prolungassero sui suoi lati.
Tutti rimasero colpiti dalla maturità di osservazione e di critica del forlivese, anche se ciò non lo esentò da critiche, specie da quelle di Gianbattista Bianchi e Giovanni Giacomo Manget.
Fu proprio la critica degli errori di Gianbattista Bianchi a costituire la materia degli ultimi 5 Adversaria, scritti anche in risposta agli errori del "Teatro anatomico" del Manget, specie gli Adversaria II, come Morgagni conferma in una lettera introduttiva a Giacomo Manget, medico del re di Prussia. Negli Adversaria III Morgagni, dopo aver analizzato, invece, gli errori presenti nella "Historia hepatica", scritta da Gianbattista Bianchi, si sofferma a studiare i diverticoli o appendici occidentali dell'intestino, specie l'appendice vermiforme del cieco. Negli Adversaria IV, dopo una breve introduzione in cui Morgagni ringrazia i procuratori di San Marco e Giovanni Battista Volpi, editore degli Adversaria, Sua maestà anatomica affronta il tema della gravidanza extrauterina.
Il volume più importante e vasto dal punto di vista anatomico resta comunque gli Adversaria V, nel quale si affronta, dopo una breve dedica al Lancisi, il tema dei precordi (mammelle, pleura, pericardio, cuore, diaframma, polmoni e respirazione) e delle cavità della laringe, denominate appunto ventricoli del Morgagni. Infine negli Adversaria VI, terminati il 15 maggio 1719, Morgagni concentra la propria attenzione sull'encefalo, il midollo, i nervi e persino le ghiandole lacrimali, che descrive minuziosamente, ricostruendone inoltre la storia della loro scoperta a partire dai Romani.

### De sedibus et causis morborum per anatomen indagatis

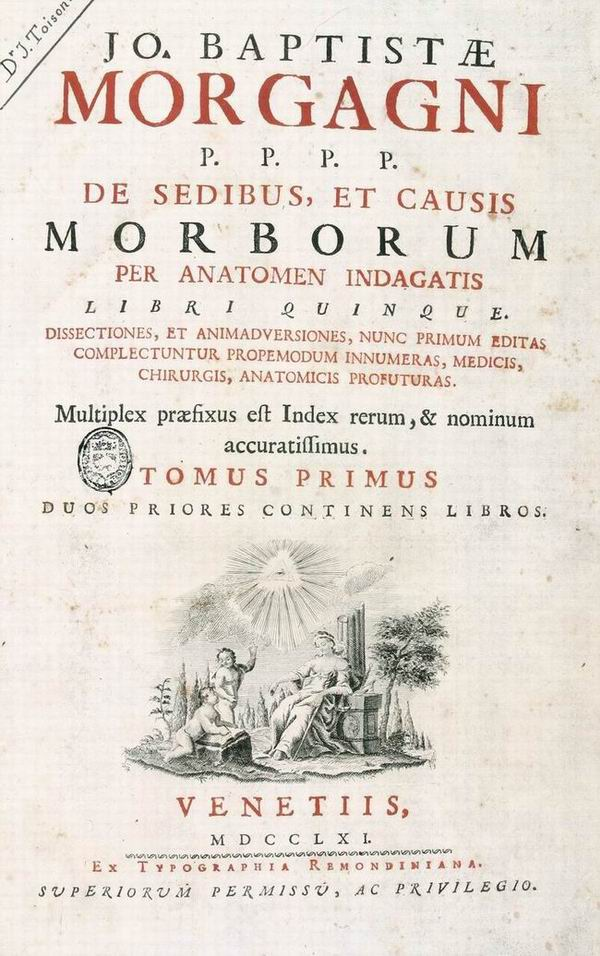
De Sedibus

De sedibus, 1765

È una delle opere più celebri ed importanti della storia della medicina che pose le basi di un nuovo sistema fondato su un rigoroso metodo sperimentale in modo tale che la patologia poté finalmente diventare una scienza sperimentale. Il titolo stesso riassume l'essenza del metodo anatomo-clinico: morbus è il quadro clinico presentato dal paziente; causis per anatomen indagatis è l'alterazione organica dimostrata dall'esame autoptico. La rivoluzione effettuata da Morgagni consiste nella ricerca delle alterazioni, nello studio delle sedi e delle cause dei mali, quali solo l'anatomia sa rintracciare e dimostrare: la completezza del "De sedibus", ritenuto "il libro" dell'anatomia clinica e non solo patologica, risiede nel fatto che Morgagni si servì non solo di 60 anni di esperienza personale, ma anche di osservazioni di predecessori e contemporanei.
L'opera consta di 750 pagine, stampate fittamente su doppia colonna e risulta composta di settanta epistole medico anatomiche, ordinate in cinque libri, ciascuno dei quali è dedicato ad una delle principali Accademie europee di cui il Morgagni era socio ed è preceduto da una lettera ad altrettanti illustri medici, in cui sono discussi i problemi fondamentali della ricerca anatomo-patologica.
Ogni epistola medico anatomica prende in considerazione una malattia, con la presentazione di un certo numero di casi della malattia a cui il titolo si riferisce, completi di dettagliata relazione autoptica ed epicrisi finale. In tutto sono presentati circa 700 casi, in gran parte di diretta osservazione del Morgagni, alcuni osservati dal Valsalva, altri dal Santorini e, infine, altri ancora desunti dalla letteratura di autori considerati dal Morgagni stesso scientificamente attendibili.
In ciascuna epistola medico anatomica Morgagni esamina la letteratura precedente e la mette a confronto con le proprie osservazioni. La sua sintesi è quindi il frutto di continui esami comparativi, dapprima separatamente tra reperti anatomici e fra sintomi clinici e poi stabilendo i legami tra i due ordini di fenomeni. Il parallelismo fra lesione anatomica e sintomo clinico caratterizza le storie anatomico-mediche del De sedibus che è improntato secondo il punto di vista clinico e non anatomico.
L'ordinamento del De sedibus ricalca quello di un trattato di patologia speciale (G. Ongaro).
- Il primo libro è dedicato all'Accademia dei Curiosi della Natura (lettera dedicatoria a Cristoforo Giacomo Trew) e comprende argomenti concernenti le malattie del capo;
- Il secondo libro è dedicato alla Royal Society di Londra (lettera dedicatoria a Guglielmo Bromfield) e comprende la patologia del torace;
- Il terzo libro è dedicato all'Accademia delle Scienze di Francia (lettera dedicatoria a Pietro Senac) e comprende le malattie dell'addome;
- Il quarto libro è dedicato all'Imperiale Accademia di Pietroburgo (lettera dedicatoria a Giovanni Federico Schrieber) e comprende la chirurgia e le malattie di tutto l'organismo;
- Il quinto libro è dedicato alla Reale Accademia delle Scienze di Berlino (lettera dedicatoria a Giovanni Federico Meckel) e contiene tutti gli argomenti che erano sfuggiti all'Autore durante la compilazione del trattato.[22]

L'opera ebbe un'accoglienza trionfale, tanto che dal 1761 al 1765 ne furono stampate ben quattro edizioni e in seguito fu tradotta in lingua inglese, in lingua francese e in lingua italiana.
Le scoperte originali di Morgagni furono numerose e toccarono molti settori della scienza medica: descrisse i fenomeni anatomici osservabili nell'angina pectoris e la degenerazione del miocardio; i suoi studi furono alla base della scoperta della bradicardia e dello studio dell'appendice vermiforme del cieco.

## Opere principali
- Adversaria anatomica prima (Bologna, 1706).
- Nova institutionum medicarum idea (Padova, 1711, 1982).
- Adversaria anatomica altera et tertia (Padova, 1717).
- Adversaria anatomica quarta, quinta et sexta (Padova, 1719).
- Epistolae anatomicae duae novas observationes et animadversiones complectentes (Padova, 1728).
- Epistolae anatomicae duodeviginti ad scripta pertinentes celeberrimi viri Antonii Mariae Valsalvae (Venezia, 1740).
- De sedibus et causis morborum per anatomen indagatis (Venezia, 1761).
- Opuscula miscellanea (Venezia, 1763).
- Opera omnia in quinque tomos divisa (Venezia, 1764).
- Epistolae Aemilianae (Forlì, 1931).
- Consulti medici (a cura di Enrico Benassi, Cappelli, Bologna, 1935).

## Parti anatomiche e malattie che prendono il nome da Morgagni
Francesco Puccinotti, storico della medicina ottocentesco, scrisse con enfasi di Morgagni che: "... se tutte le scoperte anatomiche fatte da lui dovessero portare il suo nome, forse un terzo delle parti del corpo umano, si nominerebbe da lui...".
- Nel cuore, nella valvola semilunare polmonare l'ispessimento fibroso che rende più completa la chiusura prende il nome di "nodulo di Morgagni".
- Le pieghe longitudinali dell'ano portano il nome di "colonne del Morgagni".
- All'interno dell'areola nella mammella le ghiandole sebacee sono chiamate "tubercoli di Morgagni".
- Nella ghiandola tiroide il prolungamento che si diparte dall'istmo congiungente i lobi destro e sinistro è chiamato "lobo piramidale di Morgagni".
- L'incostante residuo embrionario impiantato sul polo superiore del testicolo, spesso con un peduncolo più o meno lungo che prende il nome di "idatide di Morgagni"
- Tra la corda vocale falsa (o piega ventricolare in alto) e quella vera (in basso) si trova il ventricolo laringeo anche chiamato "ventricolo di Morgagni".
- Le "cartilagini del Morgagni" o cuneiformi (non sempre presenti) che si trovano sopra le aritenoidi.
- Prendono il nome di Morgagni infine anche un linfonodo pericistico e un forame attraverso il quale la linfa passa dalla superficie anteriore, superiore e destra del fegato ai linfonodi frenici anteriori.
- Nel diaframma si trova lo "hiatus del Morgagni" che si forma ai lati della linea mediana tra i fasci sternali e quelli costali. Vi decorrono i vasi epigastrici superiori.
- Le "lacune di Morgagni" o lacune uretrali, situate nell'uretra spongiosa.
- Le ghiandole otricolari di Morgagni, situate nell'uretra intraprostatica.
- Una particolare tipologia di ernia, detta ernia di Morgagni

## Principali istituzioni italiane intitolate a Morgagni
- A Firenze è intitolato a Morgagni il viale che porta all'ospedale di Careggi e il centro didattico che ospita alcune facoltà scientifiche della città.
- A Forlì è intitolato a Morgagni il Liceo Classico "G. B. Morgagni".[23]
- Sempre a Forlì è intitolato a Morgagni il polo ospedaliero high care G.B. Morgagni - L. Pierantoni situato nella vicina località di Vecchiazzano a circa 3 km dalla città;[24] precedentemente gli era dedicato l'ex Ospedale Morgagni, oggi sede del Campus di Forlì
- A Roma in Via Fonteiana 125 nel quartiere di Monteverde, si trova il Liceo Scientifico G.B. Morgagni.[25]
- A Roma, un padiglione dell'ospedale San Camillo-Forlanini è dedicato a lui.
- A Padova è intitolata a Morgagni una via in prossimità dell'ospedale cittadino. È intitolato sempre a lui il Collegio universitario sede della Scuola galileiana di studi superiori.
- A Catania è presente il Centro Clinico Diagnostico G.B. Morgagni.